# دسپاسیتو
دسپاسیتو (اسپانیایی: Despacito‎, تلفظ اسپانیایی: [despa'sito]، به معنی "به‌آرامی") تک‌آهنگی از هنرمند اهل پورتوریکو لوییس فانسی، به همراه رپر پورتوریکویی ددی یانکی است که در سال ۲۰۱۷ میلادی منتشر شد.
این تک‌آهنگ در صدر جدول ۴۵ کشور مختلف قرار گرفته‌است. نماهنگ رسمی دسپاسیتو در تاریخ ۲۰ آوریل ۲۰۱۷ پس از ۹۷ روز از انتشارش در یوتیوب، به یک میلیارد بازدید رسید که از این نظر پس از نماهنگ سلام از ادل دومین رتبه در طول تاریخ را در سرعت رسیدن به این میزان بازدیدکننده داشت. پس از آن در ۱۶ ژوئن همان سال میزان بازدید آن به دو میلیارد رسید که از نظر سرعت رسیدن به این میزان بازدید رتبهٔ اول را در طول تاریخ به دست آورد؛ رکورد قبلی، مربوط به آهنگ متاسف از جاستین بیبر بود.
موزیک ویدیو این آهنگ در یوتیوب بیش از ۶ میلیارد بازدید داشته‌است و از این نظر پربازدیدترین موزیک ویدیو یوتیوب در تمام تاریخ است.